# Малая Муксалма (остров)
Ма́лая Му́ксалма — остров на юго-западе Белого моря в Архангельской области. Входит в состав архипелага Соловецкие острова.

## География
Пятый по величине островов Соловецкого архипелага. Расположен юго-восточнее острова Большая Муксалма, отделён от него узким проливом . Западнее находится несколько мелких безымянных островков. На востоке омывается проливом Восточная Соловецкая Салма. Лежит на Муксаломском рифе. На острове расположен нежилой одноимённый посёлок.
Восточная оконечность острова соединяется с юго-восточной оконечностью Большой Муксалмы осушкой. Песчано-каменистая поверхность Малой Муксалмы покрыта слоем торфа. Берега окаймлены осушкой.
На острове развита добыча водорослей, промысел ведётся с начала июня по конец сентября.